# Dariusz Lipiński

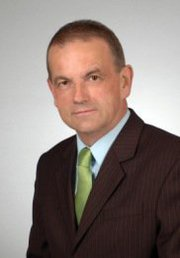
Dariusz Lipiński

Dariusz Tadeusz Lipiński (Varsóvia, 4 de agosto de 1955) é um político da Polónia. Ele foi eleito para a Sejm em 25 de Setembro de 2005 com 4482 votos em 39 no distrito de Poznań, candidato pelas listas do partido Platforma Obywatelska.

## Ligações externos
- (em polonês) Dariusz Lipiński - site do parlamento